# 魏瑪共和國
威瑪共和國（德語：Weimarer Republik），正式名稱為德意志國（Deutsches Reich），是德國歷史上於1918年至1933年採用共和憲政政体的時期。「威瑪共和國」一詞得名自其實施的宪法——《威瑪憲法》，該憲法於威瑪召开的国民议会上通过。威瑪共和國繼德意志帝國在第一次世界大战中战败、霍亨索伦王朝崩溃后成立，是德国歷史上第一個立憲聯邦共和國，因此也非正式地宣布自己為「德意志共和國」（Deutsches Republik）。
威瑪共和是德国历史上第一次嘗試實行共和制度，于德国十一月革命后而生，1933年因阿道夫·希特勒及纳粹党上台执政而事實上结束。虽然形式上說，1919年的威瑪共和宪法在第二次世界大战结束前在法律上仍然有效代表德國，但納粹黨政府在1933年采取的一体化政策彻底破坏了德国的民主制度，所以魏玛共和在1933年已名存实亡。

## 名稱
威瑪共和國的國號為「德意志國」，1921年中華民國北洋政府與威瑪共和國簽訂的《中德協約》稱德國爲「德意志民國」；「威瑪共和」的稱呼是后世历史学家的称呼，从来不是政府的正式用名。相对於此後称为“第二共和国”（Zweite Republik）的西德，魏玛共和国也称为“第一共和国”（Ersten Republik）。而用魏玛共和以政府和议会所在地命名的方式，西德被称作「波恩共和国」（Bonner Republik）两德统一后的德国即为「柏林共和国」。

## 十一月革命
1916年开始，德意志帝國实际上由保罗·冯·兴登堡为首的军事独裁組織—最高陸軍指揮所统治。当德国即將战败时，这个第三最高指挥要求成立一个文官政府，以求与美國总统伍德罗·威尔逊议和。同盟國之一保加利亚王国在9月已经退出阵营，故德国难以负隅顽抗。新任德国总理馬克斯·馮·巴登在10月3日向威尔逊提出停火协议。10月28日，德国政府修改1871年定下的宪法，让它实行多年来拒绝接受的議會制。总理以后对议会负责，而非皇帝。
然而，将德国转变为英国式君主立宪国家的计划马上失效，皆因德国渐渐陷入近乎混乱的状态。大量身心受创德国士兵重返祖国，导致大量暴力事件发生。甚至连参加被右翼分子刺杀的领导人葬礼之左派势力都产生内讧，大打出手。 
军事领导层在未经政府同意下，竟下令公海艦隊出击。这在军事层面上是不可能任务，且只会令谈判失败。结果，10月29日开始叛乱爆发。威廉港两艘军舰的水手首先兵变。当军方拘捕一千名水手，并把他们送到基尔时，威廉港兵变发展成全国性叛乱。其他水手、士兵和工人都响应被捕水手起义，并仿照1917年俄国革命中的俄国工人般建立了工人和士兵阶级之苏维埃，並在很多城市裡夺取军政权力，史称十一月革命。11月7日，德國革命蔓延到慕尼黑，令巴伐利亚国王路德维希三世全家逃亡。
最初，苏维埃只是要求军方释放水手，且苏维埃没有一个總書記，不像一年前的列宁领导的布尔什维克。然而，随着苏联的崛起，起义令统治阶层以至中产阶级甚为恐惧德国即将成为社会主义国家。 
当时，工人阶级分成不同的政治派别。其中一个派别从传统工人阶级政党社会民主党分裂出来，自称为独立社民党（USPD），并支持社会主义制度。支持议会制的社民党势力为了不损失影响力，便走向前线，于11月7日要求威廉二世逊位。11月9日，菲利普·謝德曼在柏林的德国国会大楼宣布共和国成立。两个小时后，卡尔·李卜克内西也在柏林城市宫4号大门的阳台宣布成立一个自由社会主义共和国。
11月9日，首相馬克斯·馮·巴登将权力交给社民党主席弗里德里希·艾伯特。可是，巴登的行为并未能满足群众。故此，翌日一个叫人民代表委員會的革命政府成立，由社民党与独立社民党各三位代表组成，分别由艾伯特与胡戈·哈泽领导。
虽然新政府获得柏林的工人及士兵议会承认，却为罗莎·卢森堡与卡尔·李卜克内西领导的斯巴达克同盟所反对。在艾伯特于12月16日至18日为议会召开的国民会议中，他所屬的社民党夺得大多数议席。因此，艾伯特能够马上召开国民议会，以期拟定宪法，建立完善的议会制度，於是支持建立社会主义共和国的势力减弱。
自1918年11月到1919年1月，德国实际上由人民代表议会统治。在这三个月之内，新政府出奇地表现积极，发布了大量政令。其活动多数限于几个范畴，包括八小时工作天、家居劳工改革、农业劳工改革、公务员工会之权利、地方社会福利（分为国家与联邦州层面）、国民健康保险、令被遣散工人复工、打击强行遣散并加入上诉制度、薪金协议的管制，以及在地方和国家层面上实行一切阶级的20岁以上人士之普选。在魏玛时代的德国，有时候宣传单和海报会以德意志社會民主共和國称呼魏玛共和政府，但该名字从来不是官方国名；1921年中華民國北洋政府與德國魏瑪政府簽訂的《中德協約》中，稱德國為「德意志民國」。

### 国防军与革命

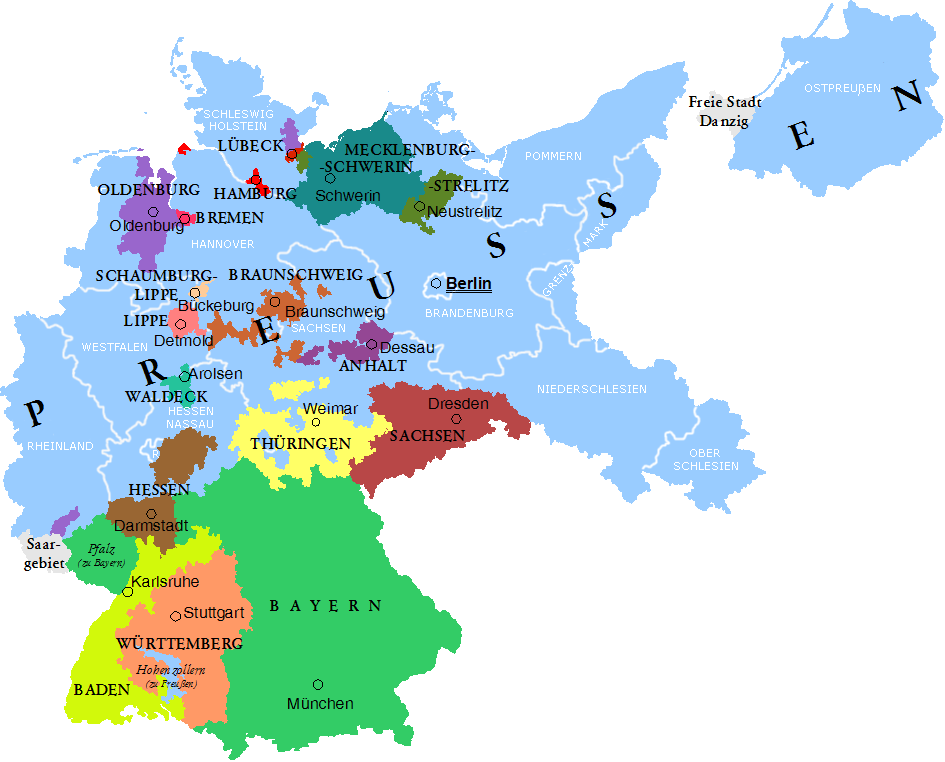
1925年德国的版图：普鲁士自由邦（浅蓝色）是最大的州。

艾伯特为了令自己刚刚成立的政府能控制大局，便与原为埃里希·鲁登道夫领导、现在由威廉·格勒纳领导的最高陆军指挥（OHL）协议。艾伯特-格勒纳协定规定，只要军队承诺保护政府，政府就不会尝试改革军队。一方面，协定象征了军队正式承认新政府，令中产阶级安心；但是，左派的政府就被认为出卖了工人的权益。
以上的协议，也是令工人阶级在社民党与共产党之政治代表分裂的第一步。共和国的命运，始终相當受到德国工人运动影响。社会主义运动的中坚分子往往遇到重大困难，总是凭着机会以感性的忠诚结盟，而不是根据真正的政治需要行事。若没有站在议会制度与极左势力间的数百万工人支持，社会主义分子根本难以共谋大事。政治混乱令极左与极右势力容易展开激烈斗争。德国当时的政局可谓岌岌可危。
1918年11月23日，一个政治人物艾伯特要求最高陆军指挥镇压柏林的兵变，令社民党与共产党正式分裂。士兵抓到柏林市的指挥官，并把人民代表议会的所在地德国总理官邸封闭。国防军血腥镇压事变，导致左派以社民党变成反动派为借口，正式决裂。在仅仅七个星期之后，独立社民党就退出了人民代表议会。12月，包括独立社民党左翼分子与斯巴达克同盟的数个左派团体组成了德国共产党。
1919年1月，柏林的工人企图以更激进、血腥的方法实现評議會共產主義，却受到由志愿军人组成的半军事组织自由军团镇压。其中，著名革命义士罗莎·卢森堡与卡尔·李卜克内西在1月15日被杀。后来，在艾伯特的批准之下，凶手只是交由军事法庭惩办，而非民事法庭，故此刑罚较轻，当然也没有令左派更接受艾伯特。

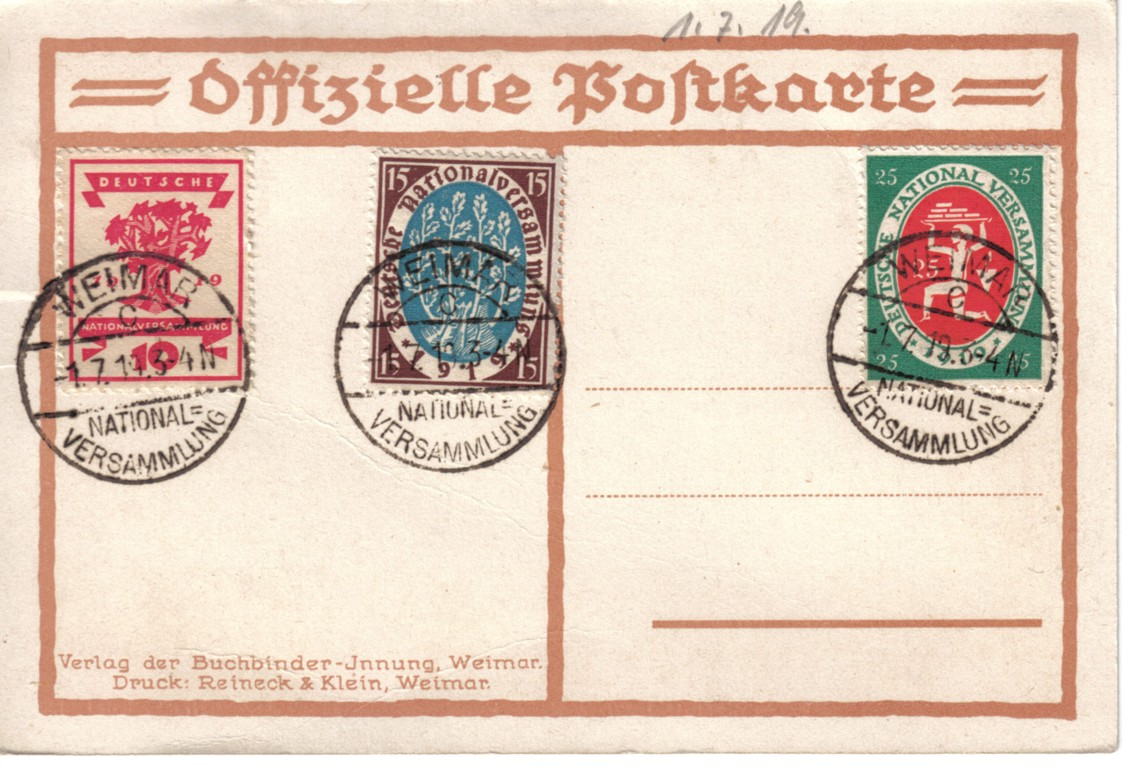
人民代表议会官方明信片：附有威玛政府发行的邮票。

1月19日，德国举行国民议会大选。包括独立社民党与共产党的左派政党都是组织松散，结果让温和派夺得大多数议席。议会代表为了避免会议受到柏林的暴力事件影响，改在威玛召开国民议会。德意志帝國威瑪憲法共和的非正式国名也由此而来。威瑪憲法创造了一个半总统制的共和国，并设置了由比例代表制选出的议会。民主社会主义及民主政党得到八成选票。
1919年，威玛政府与协约国签署凡尔赛条约。德国其后成立了威瑪防衛軍，并按照条约限制陆军人数为10万人、海军人数1.5万人。虽然军队名义上变成共和国军队，但仍全由昔日帝国军队阶层控制。于是，军队仍是保守势力，且独立于政府，对共和国的影响甚巨。跟其他革命不同的是，德国革命竟然让军队重新掌权。
国民会议进行期间，巴伐利亚苏维埃共和国在慕尼黑成立，但迅速被自由军团与正规军推翻。这类保守势力酿成极右运动与组织在巴伐利亚发展，包括新成立的纳粹党。街头斗争仍然持续。在德国东部，保皇党势力企图打击共和国，而波兰人则在波森省及上西里西亚分别发动大波兰起义与三次西里西亚起义，争取波兰独立。

### 国家状况

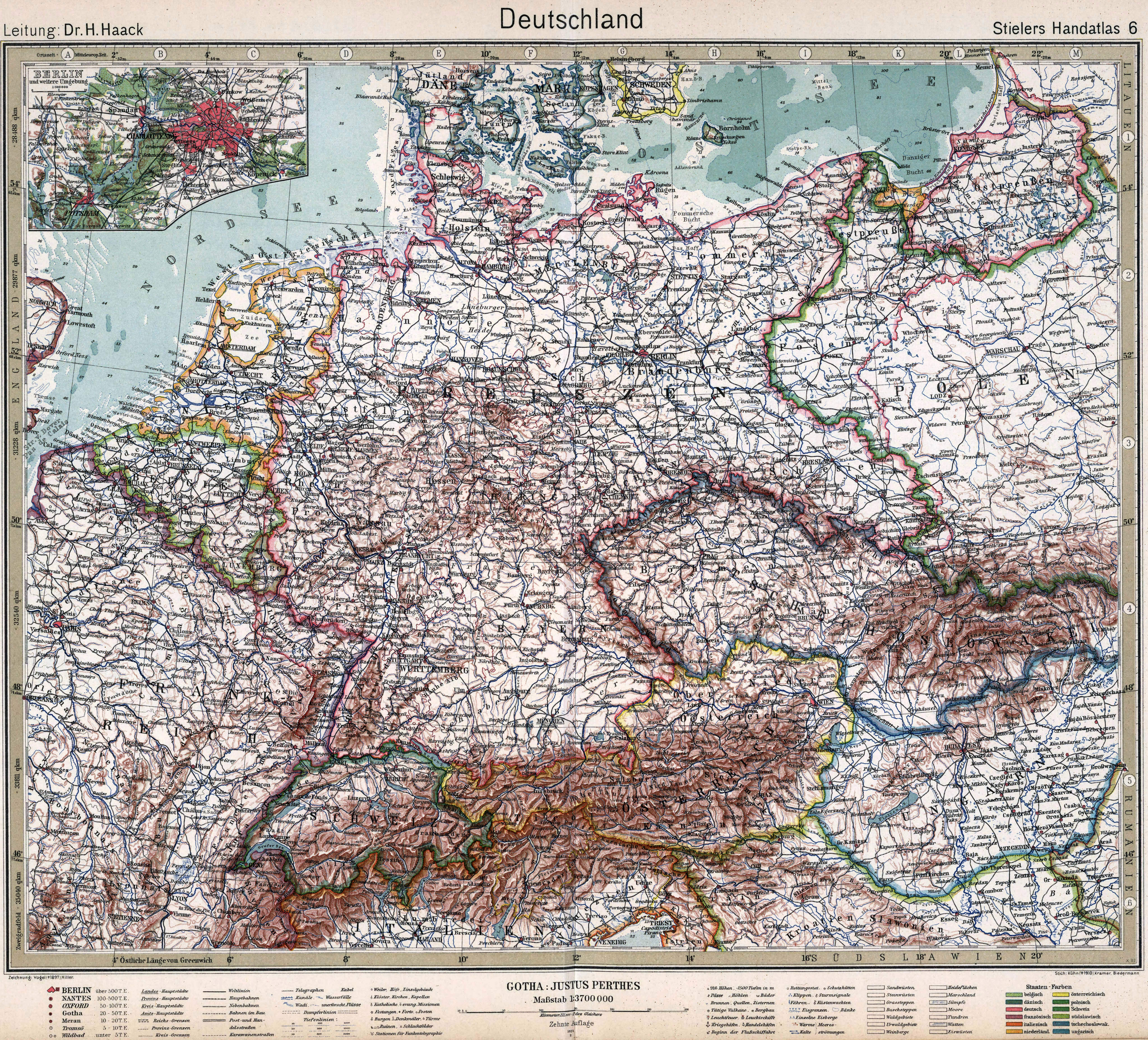
魏玛共和国时期的德国地图

政府在革命期间审慎制定的政治与社会法例，并不为工人阶级所接受———共和国使这阶级民主化与制定社会保障的目标从未实现。有评论指出，问题是基于社民党在战前的政坛中缺乏从政经验。战争过后，政府难以解决双重经济危机。
威玛德国的长期经济危机，原因有数：德国工业出口量比战前产量大幅下跌、原材料及食品之产量因阿尔萨斯-洛林、东部部分省份及殖民地之割让而减少，以及巨额战争赔款与长期负债。虽然政府限制撤军令失业人数持续达一百万人，但军事工业几乎停止运作。 
协约国只容许德国引进少量進口货，但其价钱并非很多德国人所能负担。经过四年战争与饥寒交迫，德国之境况可谓民不聊生。很多人都对资本主义失望。德国纸马克大幅贬值。
威玛政府的使团在法国签署了凡尔赛条约，接受割地赔款、削减军备与军队，并承认了极具争议性的战争罪责条款。希特勒后来强烈谴责共和国及其民主性质，反对它接受如此苛刻的条约。 
社民党的弗里德里希·艾伯特是威瑪共和国的首任聯邦大總統。1919年8月11日，艾伯特确认了威玛宪法，令它在法律上生效。

## 早期危机与国内斗争
在极左派与右派极端分子的威胁下，共和国甫一开国就危机四伏：极左派指责社民党因阻止共产革命而出卖工人利益；右派则反对民主制度，坚持要令德国返回昔日之帝制。而且，尤其包括军方势力的右派为了破坏共和，更声称它出卖了德国，令国家在第一次世界大战中失败（详见刀刺在背传说）。
1920年3月13日，自由军团发动卡普政变，占领了柏林并推举右翼记者沃尔夫冈·卡普为总理。威玛政府撤退到斯图加特，并提倡展开大罢工。罢工令经济停顿，故此卡普的政府在短短四天之后宣告崩溃。
大罢工同时也触发了在鲁尔区发生的共产起义。五万人组成红军，企图控制该区。在没有政府的命令之下，正规军与自由军团再度镇压该行动。1921年3月，在萨克森与汉堡发生的类似事件都被成功镇压。
1923年，共和政府表示未能应付凡尔赛条约规定之战争赔款，并因此拖欠赔款。于是，在1月11日，法国与比利时的军队占领鲁尔区，控制这个全德国最富饶的工业重镇，并控制当地的矿井与制造业公司。德国政府鼓励工人以罢工还击，并没有主动应付问题。罢工持续八个月，最后只是令经济更衰落、入口货物更昂贵。
政府负责资助罢工工人，故此它需要印制更多钞票应付，导致恶性通货膨胀。1923年8月，马克兑一美元由4.2元跌至一百万元；在11月20日，价值更跌至4.2万亿元（亦即4.2兆元）。12月1日，政府推出地产抵押马克，以每1新马克兑换1兆旧马克。最后，德国成功继续支付赔款，而鲁尔区则重归德国。
1923年，右派再度威胁共和政府的统治。希特勒在慕尼黑发动啤酒馆政变。1920年2月，成立不久的德意志工人党改为国家社会主义德意志劳工党，亦即纳粹党。希特勒在1921年7月29日晋升为党魁。1921年11月，冲锋队成立并作为希特勒的私人军队。1923年11月8日，三千名战斗联盟成员在与埃里希·鲁登道夫协议后，与右翼政客古斯塔夫·里特尔·冯·卡尔在慕尼黑一所啤酒馆（Bürgerbräu）召开会议。虽然卡尔突然表示不支持他们，但希特勒打断卡尔的演讲，并坚持要发动政变。鲁登道夫与希特勒宣布成立新政府，并计划在翌日占领该城市。但最后失败。希特勒与该三千人都被捕。希特勒被判监五年，但最后只是坐牢了九个月。此后，希特勒决定以合法途径登上权力宝座。
在1924年-1929年期间，由于政治形势稳定、经济复苏，所以共和国能够休养生息。被视为右翼自由派的德国人民党党魁古斯塔夫·施特雷澤曼在1923年担任德国总理，后来从该年到1929年就任外长，得到以2002年的英语传记《古斯塔夫·施特雷澤曼：魏玛共和国最伟大的政治家》（Gustav Stresemann: Weimar's Greatest Statesman）等为代表的高度评价，书中将其1929年的逝世视为魏玛共和国政治的转捩点。
施特雷泽曼上台后首先推出地產抵押馬克，用以减轻恶性通货膨胀对德国社会与经济的祸害。由于他坚持拒绝发行更多钞票，所以令问题迎刃而解。他为了振兴经济，更减少政府开支、简化官僚阶级并加税。威玛政府接受了美國的道威斯計劃，减少德国的战争赔款。
1922年，德国与蘇俄签署拉帕洛条约，恢复外交关系。1925年，施特雷泽曼与協約國签署了罗加诺公约，恢复德国在欧洲的外交地位。德国凭着确认其西部边界，成功与邻国修好。在施特雷泽曼的帮助下，德国在1926年加入國際聯盟并作为第六个常任会员国。德国也停止裁军。
然而，1920年代初期的德国之所以经济复苏，有赖外国贷款，故渐增本国国债，并令整体贸易额下跌、失业率上升

## 希特勒的崛起
1925年，德国总统弗里德里希·艾伯特在任上逝世。保罗·冯·兴登堡在1925年德国总统选举第二轮投票中以微弱优势击败德国中央党（魏玛联盟）的威廉·马克思成为德国总统。
1929年的大萧条使德国重返政治动荡。作为总统的兴登堡在认为有必要通过行使权力“恢复稳定”。同时，年老的兴登堡在被称为秘密顾问团的奥托·迈斯纳、库尔特·冯·施莱谢尔、弗朗茨·冯·帕彭、埃拉德·冯·奥尔登堡和其子奥斯卡·冯·兴登堡等一众亲信的影响下，总统兴登堡在权力的行使上也开始逐渐偏离其作为总统的“宪法守护者”之身份，回归其君主主义倾向；也就是说，和初代总统、社民党人艾伯特相比，运用其职权的过程中，兴登堡不会有意识地去维护社民党主导下建立的魏玛体制，而在壮大中的左右翼反宪法势力中，兴登堡会偏向一贯地将德共及共产主义视作元凶，这尤其体现在1932年5月海因里希·布吕宁被解职、弗朗茨·冯·帕彭上台到1933年2月《国会纵火法令》通过后的这段时期。而相比之下和君主主义者兴登堡及其执政末期的保守盟友一道，同样强调反共的希特勒即使不完全符合其期望，但却是一个更可选的选项。
兴登堡最后在1933年选择了希特勒上台执政，之后的1年里希特勒及其初期政权成功使兴登堡将希特勒政权视作一种人民自由意志下进行维护德国传统的选择体现，这在1934年8月16日公开的政治遗嘱《致德国人民和他们的总理》有所体现。这份遗嘱首先由帕彭草拟大纲，兴登堡过目后，授意魏迪格·冯·德·舒伦堡完成起草，最后兴登堡确认并作修改后在信封上签名，除去公开的《致德国人民和他们的总理，我的遗嘱，这封信将由我的儿子交给帝国总理先生。》一封信件外，还有一封信件《致帝国总理先生，我最后的愿望！》（„An den Herrn Reichskanzler. Mein letzter Wunsch!"），前者先引用兴登堡1920年出版的回忆录《我的生活》（„Aus meinem Leben"）的最后一章“我的告别”，回顾德国的过往岁月曲折，最后肯定了德国在希特勒领导下重新团结，指出“我对我的德国人民抱有坚定的希望，即我在1919年所渴望的以及直到1933年1月30日才慢慢成熟的东西将成熟为我们人民的历史使命得到充分实现和完成。”，后者以私人信件的形式，大致表明希望希特勒能在出自人民自由意志的国家团结下引导德国让一个政治中立的君主担当国家元首，与被公开的前者不同，《最后愿望》很可能在被交由希特勒后直接被销毁。而希特勒可能在此之前已得知遗嘱内容，认为兴登堡不会选择自己成为国家元首（Staatsoberhaupt）的继承人，从而在1934年8月2日兴登堡尚弥留之际就直接通过了《德意志帝国国家元首法》（Gesetz über das Staatsoberhaupt des Deutschen Reiches），为自己成为元首铺平了道路。

### 公信力受损
魏玛共和国末期，德国政治比以前更加不稳定。魏玛宪法第48条授权总统在必要情况时行使紧急法令的权力，在魏玛共和国的最后几年里这项权力被多次行使。布吕宁、冯·帕彭、施莱谢尔与希特勒（1933年1月30日到3月23日）的五次“合宪而非议会”的内阁由于都是由总统兴登堡授权得以组阁而绕过基于议会选举结果和协商的民主程序上台，因此被称为总统内阁。
1930年，1928年德國國會選舉占多数席位胜出上台的第二次赫爾曼·穆勒内阁因执政联盟在关于失业救济的分歧下破裂而倒台，成为魏玛共和国最后的合法多数政府。在庫爾特·馮·施萊謝爾代表军方进行了几个月的政治游说后，总统保罗·冯·兴登堡在1930年3月29日援引魏玛宪法第48条紧急法令授权财经专家海因里希·布吕宁组阁。因為新政府未能在议会取得多数代表支持，所以只能让国家总统通过紧急状态令行政，以致共和政权趋向保守。 
1930年7月18日，布吕宁内阁的一项增税减支的财政预算案在社民党、德国共产党、纳粹党与德国国家人民党反对下，议会以微弱优势否决了该法案。但兴登堡援引第48条强行通过了该预算案，这被历史学家认为标志总统权力从幕后正式走向台前。
9月14日的1930年德国国会选举中，纳粹党夺得18.3%选票，为1928年参选所得票数的五倍，但仍然大幅落后于社民-中央党联盟（魏玛联盟）。布吕宁内阁虽然得到了议会最大党社民党的支持，但其对右翼势力的暧昧态度和财政改革招致了不满，在柏林布劳恩普鲁士政府的积极倡导下，布吕宁倾向对纳粹冲锋队等暴力组织采取管制。1931年钢盔党、德国国家人民党、纳粹党、农业联盟、泛德联盟等反建制右翼以反对布吕宁内阁为目的在哈尔茨堡召开会议并结盟。随着德国-奥地利关税同盟计划被常设国际法院裁定为违反1922年《奥地利重建协定》，第一次布吕宁内阁最终垮台，他被受命重新组建更为保守的新内阁。
布吕宁相信自由经济理论，所以大幅减少政府开支和加税，以刺激经济增长。他预期经济危机会及早停止，经济会逐渐复苏。于是政府完全停止从1927年开始推出的义务失业保障金提供任何公帑，令工人更勤力工作、失业者得到的援助金减少。这样的政策明显是不太受欢迎的。但是德国银行业陷入的危机令政府财政一直处在破产的边缘。
1932年，年过八旬的兴登堡得到包括作为政敌的社民党（魏玛联盟）选民策略性投票和布吕宁大力宣传等支持。得以在1932年德國總統選舉中连任。同时，经济衰落终于结束，经济指标略见上升。历史学家一般为如何评价布吕宁的政策而持不同意见，但是政策肯定令共和国渐渐衰退。
最初，德国右翼资本家与地主支持政府趋向保守。他们并非十分喜好布吕宁，只是相信保守分子可以维护他们的利益。但当工人阶级与中产阶级都普遍反对布吕宁的时候，资本家与地主都转向支持布吕宁的政敌阿尔弗雷德·胡根贝格，甚至希特勒。5月13日，在布吕宁内阁任职的部长威廉·格勒納因支持取缔冲锋队受到希望能借冲锋队助力暗中实现重整军备的国防军将领庫爾特·馮·施萊謝爾压力被迫下台，30日布吕宁因为其提出的东部援助计划实施方案中包括让失业人士前往东部破产地主的土地上从事农业的细则而遭到农业联盟的反对，失去了兴登堡的支持最终下台。

### 帕彭内阁
5月31日，兴登堡任命弗朗茨·冯·帕彭为新任总理组阁，这个内阁比第二次布吕宁内阁更为保守，成员多出身贵族。冯·帕彭上任后马上取消了对冲锋队的禁令，用以取得希特勒支持。
冯·帕彭与工业家和地主关系密切，并主张与兴登堡雷同的极端保守主义政策。他组织的内阁中，包括国防军部长库尔特·冯·施莱谢尔及其他拥有跟胡根贝尔格政见相同的人。这个新政府预期会与希特勒合作。由于共和派与社会主义派仍没有行动，希特勒与胡根贝尔格胜算甚高。
7月20日，帕彭发动普鲁士政变，解散了仍处在悬浮议会的普鲁士自由邦社民党-中央党看守政府，由他作为帝国专员接管政府机关和警察机构。只有德国国家人民党支持的冯·帕彭解散了议会并在7月31日召开选举。纳粹党在议会取得最多议席，赫尔曼·戈林当选为议长，是首次有纳粹党员身居这一高职；德国社民党与德国共产党则分别是第二和第三大政党。由于纳粹党未能取得大多数议席，故此议会再度被解散，直到有政党取得大多数议席为止。
纳粹党當時是议会最大的政党。只有它可以令政府稳定地运作。冯·帕彭尝试劝谕希特勒担任副总理并支持议会制政府。然而，希特勒拒绝他的请求，并表示正在考虑与帕彭以前所属的德国中央党会谈。如果成事，希特勒将会与该党联手对付帕彭的政府。希特勒于是要求就任总理，但在8月13日兴登堡拒绝让这位“巴伐利亚二等兵”上台

### 1932年11月议会大选与施莱谢尔
1932年11月6日，议会再度举行大选。纳粹党取得近三成票数。它的支持票数虽然比之前少了二百万，但仍然取得最多议席。冯·帕彭下台，由国防军将军庫爾特·馮·施萊謝爾在12月3日接任。施莱谢尔多年来属于保守势力的阵营，但當時他的计划就是：联合其他政党内的左翼工会团体，包括以格里哥·斯特拉瑟为首的纳粹党左派，以赢得在议会的优势。虽然计划作风大胆，但始终不成功。
在这两个月期间，施莱谢尔扮演了“社会主义将军”的角色，周旋在基督教工会、纳粹党左派，甚至社民党之间。他的计划就是组成一个由他领导的“工党”政府。不过，由于国防军将领完全未能准备支持计划，以及工人阶级不信任他这个未来盟友，此计划也是失败。另一方面，施莱谢尔也因计划触怒了资本家与地主，因为社民党与共产党可能会在柏林发动交通罢工。
1933年1月4日，帕彭在银行家施罗德的家中会见希特勒。希特勒从冯·帕彭得知，这位将军没有解散议会的权力，大多数议席却可以。當時，施莱谢尔的内阁（根据紧急法案以前的诠释）没有一个正常的议会支持，只能投票决定解散它本身。希特勒也知道，德国一些大企业会帮忙应付纳粹党所有以往的债项。由于冯帕彭不甘被迫辞职，故此与希特勒商量如何推翻施莱谢尔的政府。他们各怀鬼胎，同样想争取成为总理，所以会谈没有结果，但他们仍然继续商量。
1月22日，希特勒威胁兴登堡的儿子奥斯卡·冯·兴登堡，表示会为总统在东普鲁士的住所诺伊德克（Neudeck）之房产税违规行为而展开诉讼（虽然不久后该住所面积增加5,000英亩土地），借此换取后者的支持。施莱谢尔由于在内阁问题上不敌冯·帕彭与希特勒，而且又失去了兴登堡的信任，所以要求举行选举。1月28日，冯·帕彭向兴登堡表示，希特勒不足为患，并建议他重组政府。现在，社民党、共产党、中央党与纳粹党四党对立。长此下去，一个类似布尔什维克的阵营便会形成并威胁共和国的统治。同一天，施莱谢尔辞职。
经过多番与希特勒讨论后，冯·帕彭认为自己可以操控希特勒，于是支持希特勒成为新任总理。然后，他力陈他的计划之优点，遊说总统府总裁奥托·迈斯纳与奥斯卡·冯·兴登堡支持希特勒。三人在1月下旬不停向兴登堡请求让希特勒做总理。最后，冯·帕彭、希特勒与胡根贝尔格达成协议，决定由德国国家人民党执政，希特勒为总理，冯·帕彭为副总理。
1月30日，兴登堡任命希特勒为新一任德国总理。他也容许纳粹党取得内阁十一席中的三席，代表在议会的多数：纳粹党与胡根贝尔格的德国国家人民党（196 + 52席）。中央党与巴伐利亚人民党（70＋20席）希望希特勒作出宪法上的让步（用以保护宪法），但被希特勒拒绝。希特勒更计划要解散议会。
虽然兴登堡怀疑纳粹党的用意，也对希特勒的个人诚信充满疑虑，但他与冯·帕彭都相信由于纳粹党所得支持正在减少，故此可以限制希特勒作为总理的权力。
总结而言，冯·帕彭不甘被迫辞职，于是在施莱谢尔筹组执政联盟失败后，借助与兴登堡的友谊，让施莱谢尔辞职后，与兴登堡共同操控希特勒。但是，棋差一著，他们反而造就了希特勒掌权的开始。
1月30日纳粹党掌权，一般被认为是纳粹德国统治的开始。

## 希特勒掌權

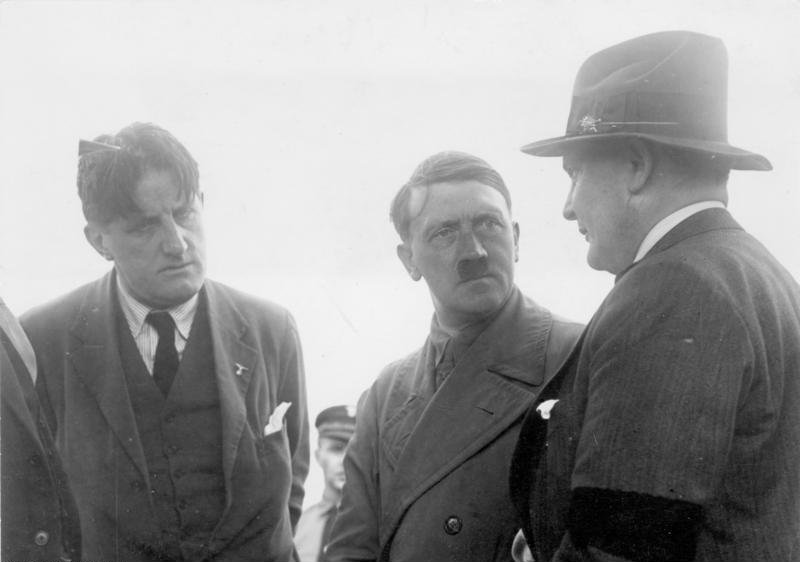
希特勒與赫爾曼·戈林和恩斯特·漢夫施泰格交談

阿道夫·希特勒在1933年1月30日早上宣誓成为总理。有评论认为宣誓只是很简单、象征性的礼仪。2月初，当希特勒的任期刚刚开始时，政府已经开始镇压异己。左翼政党被禁止进行任何会议；就连温和派的人士也遭到恐吓与袭击。2月中，表面上合法的措施推出，用以制裁共产党员和拘捕议会代表。

### 国会纵火案
2月27日晚上，国会纵火案发生。希特勒的政府称凶手是共产党员，并要求兴登堡总统同意签署国会纵火法令，再度运用威玛宪法的第48条，并取消了宪法中数项保障公民自由的条款，让纳粹党可以迅速并严厉地打击任何異議人士。
政府利用“奸细”策划的纵火案与其他反共計谋，诱导总统使用紧急法令。有了这样的圈套，希特勒无人可阻，可以任意捉拿和制裁共产党员。

### 1933年3月议会大选
纳粹党在3月5日的选举前逮捕了很多共产党员，又不断四处宣传他们的政纲，用以吸引选民。但是，这次威瑪共和灭亡前德国的最后一次选举并没有令纳粹党大获全胜。纳粹党获得一千七百万选票，但共产党、社民党与中央党的票数没有显著下跌。
希特勒向不同意见的壓力團體力陈找出解决方案、确保共和国长治久安的必要。现在，他指出德国的问题全由共产党引起，甚至在3月3日表示要杀光他们。前总理海因里希·布吕宁宣布他的中央党会坚持反对修改宪法，并促请总统下令查出纵火案的真相。希特勒的计划，就是要令失去共产党支持的议会容许他与政府运用法律力量推出更多法令。在这个时候，总理独裁需要一个法律改革来维持。

### 希特勒内阁的首次会议
3月15日，纳粹党与国家人民党召开第一次内阁会议。两党组成联盟，是议会中的相對多数（288 + 52席）。根据纽伦堡审判，这次会议首先被提及的事宜是如何以宪法容许、需要议会三分之二絕對多数支持的授权法案完成。法案会、也最后令希特勒与纳粹党得到不受限制的独裁力量。
在会议上，希特勒建议采用授权法案，让内阁不需要得到会议同意而通过法例。这时候，只要天主教中央党也支持授权法案，就表示有足够议席支持通过法案。希特勒对此非常有信心。在纽伦堡审判上，国家人民党被证实曾经向希特勒建议拘捕社民党人，以稳操胜券，但为希特勒所拒绝。希特勒认为可以在选举过后再拘捕其他人，而纳粹党事实上在事后扣押了26名社民党代表。纳粹党连续几天与中央党领袖路德维希·卡斯主教和其他中央党工会领袖会面，并拒绝让他们积极参与政府事务，而且也成功就信奉天主教的公务员与教育问题达成协议。希特勒原本承诺以书信通知卡斯，作为中央党支持授权法案的条件，但卡斯在此之前已经代表他的政党表示支持法案。
卡斯在1928年开始担任中央党主席，并与当时梵蒂冈国务院长，亦即后来的教宗庇护十二世有密切关系。在讨论授权法案之前的最后一次政党会议上，卡斯没有明确立场。但是，为了减少党员因接受法案而生的反对声音，卡斯在连同全体党员支持法案之前，安排了由希特勒亲自撰写为宪法作保证的信件。

### 授权法案的谈判
3月20日，希特勒与他任命的内政部长威廉·弗里克跟中央党领导人卡斯及阿当·施特格瓦尔德等人展开谈判。目标就是决定该党支持通过法案的条件。由于纳粹党需要三分之二票数完成目的，故此需要中央党支持。3月22日，双方达成协议：希特勒承诺保留现存德国的邦国，而且不会利用新增权力修宪，并挽留属于中央党的公务员。同时，希特勒也同意会保护天主教专业学校、尊重与教廷、巴伐利亚、普鲁士与巴登的政教协议，以及在法案的投票前向议会宣布上述承诺。
除了支持通过法案外，卡斯另一件令人难忘的事就是安排为罗马教廷草拟德国一直要求的政教协定。路德维希·卡斯与冯·帕彭被认为是让希特勒建立独裁的最重要政治人物。

### 议会开幕仪式
3月21日，议会开幕仪式在波茨坦富有普鲁士色彩的驻军教堂举行。在约瑟夫·戈培尔的精心安排下，很多属于昔日军事阶层的容克地主与代表出席典礼。戈培尔刻意将希特勒的新政府与以往的帝国拉上关系，并把国家社会主义描绘成国家的未来。旧时代的普鲁士军事精英深深体会到希特勒崇敬他们的传统；而且，他的政府有军队这传统保护者的支持。于是，很多人会渐渐重新相信保守主义，并期望它能解决现下共和国的问题，令国家稳定。而且，懂得审时度势的希特勒更谦逊地向兴登堡元帅鞠躬。

### 授权法案之通过
会议在3月23日正式开始。会议中段，希特勒以冷静和希望和解的态度发表了一次历史性的演讲。最值得注意的是，他突然一改以往坚决反对天主教及其教义的立场，反而表扬教义为“保护德意志民族心灵的重要元素”，似乎他尊重天主教是指日可待。他承诺尊重他们的权益并宣布政府的目标是与教会达成和平协议，并改善与天主教会及其羅馬教廷的友好关系。由于演说特别重视教廷对新政府的承认，故此希特勒成功满足了中央党成员的要求，劝谕他们投票支持法案。卡斯也因此被认为曾经参与拟定演说内容。
根据纪录，早在1932年5月，卡斯曾经表示教廷希望以希特勒的势力对抗无神论的俄国虚无主义。
在投票前的辩论上，希特勒预先安排他的準軍事組織冲锋队在街头活动以威胁议会成员，迫使他们不自愿地投票支持法案，制造十足的政治威吓。共产党本来拥有81席，但自从议会纵火法案通过及政府采取其他措施后，他们全部议席都留空，减免了他们必定给出的反对票。社民党议席也同样从120减到少过100。纵然无济于事，全场只有社民党主席奥托·韦尔斯勇敢地发言反对希特勒的计划，并指责他的政府从民主走向独裁。希特勒气得七窍生烟。
希特勒一改脸上的冷静，以他独特、令人不安的语调咒骂韦尔斯，发誓要把消灭所有德国的共产党势力，甚至出言威胁韦尔斯领导的社民党。在这个时候，希特勒早前拟定的保证书业已完成，并已交到卡斯手中，令中央党无论如何都会支持法案。

### 后果
授权法案最终获得通过，表示希特勒与他的政府得到最高权力，可以在没有议会的批准下通过任何法例，并可以独立制定外交政策和违反宪法的规定。故此，希特勒可以用如此权力清除任何阻止他建立独裁的任何力量。在往后的几个星期内，希特勒的内阁通过数项法令，令德国人失去自由、革退任何非纳粹党员的公务员，以及将所有其他政党与联盟列为非法。第三帝国的统治开始。
纳粹党开始架空了人民党部长控制国家的权力。在没有警察的监控下，冲锋队进行各种形式的恐怖主义活动。共产党人、社民党人与中央党人可谓无处容身，被赶尽杀绝。纳粹党也开始以暴力手段镇压犹太人；1933年夏，取缔一切其他政党与工会，就连人民党也不例外。虽然纳粹党现在一党专政，但国防军完全不受影响。共和时期的军政分立之势仍然持续。同样地，大资本家与地主的私产不受影响；行政与立法部门所受影响甚小。

## 相關爭議
魏玛共和国悲惨的崩解，到今天仍然颇受争议。虽然希特勒按照宪法的机制合法成为德国总理，而他的纳粹党也在1932年两次议会选举中得到大多数议席，纳粹党被认为在当时还没有足够力量上台。当一些历史学者尝试将某些意识形态合理化时，他们就在冷战意味之上述事情的原因与历史分析上意见分歧。其中一种推测就是，倘若当初希特勒没有当上总理因而没有政治与逻辑上的优势，纳粹党在1933年选举中的表现会如何。
纳粹主义的崛起，从来没有单一原因。最常为人所断定的原因可以分为三方面：

### 经济问题
西方民主历史上，威玛共和国所经历的经济问题是最严重的。恶性通货膨胀、高失业率与生活素质大幅下降都是经济衰退的主要原因。1923至29年，德国经济略有复苏，但1929年开始的经济大萧条引发西方经济严重受创。由于当时德国非常依赖美国的借贷，故首当其冲。
1929年华尔街股灾引发的大萧条，令共和国深受其害。大萧条以及其后的经济不景加重德国对其债主美国的财政负担。对脆弱的共和国而言，经济大衰退无疑是大灾难，也是纳粹党能够当政的重要因素。1932年，失业人数增至约600万，许多人将原因归咎于共和制度。而魏玛共和国自始至终都处于弱势状态，无法对抗经济大萧条和纳粹冲击政权。极右和极左翼政党都想推翻共和制度，这种情况下议会中无法出现任何民主多数。
由于凡尔赛条约迫使德国交出资源丰富的国土和巨额赔款，大多数德国人认为其条款过于严苛与令他们的国家降格。虽然条约为德国经济带来的实际破坏难以估量，但惩罚性的赔款引起人们的惊慌与怨怼。纵然赔款金额巨大，德国最后只付出了八分之一的金额（参见洛桑會議）。然而，赔款的确令德国所得市场贷款减少，迫使威玛政府以大量印制钞票应付其赤字，结果引起恶性通货膨胀。而且，德国军队本来在去年有机会取胜，却突然失败，故此在1919年德国战败后，失望、恍然大悟的军队返国并间接引起政治大乱。如此的混乱深深影响德国人的心理，而且可能因此造成以希特勒为代表的极端民族主义之崛起。
大部分历史学家都同意，有很多德国的工业家将共和政府与工会和负责签署条约的社民党拉上关系。虽然有些学者认为希特勒被用作对付后者的工具，但在工业家愿意支持希特勒之前，共和国已经非常不稳定。就连一些支持希特勒就任总理的人，也并非完全接受纳粹主义；他们认为支持希特勒只是为了推翻共和国，但不是长远之计。由于纳粹党支持者众，更不乏原本拥护左派的工人，所以工业家的支持不是希特勒获得大众支持的唯一原因。

### 制度漏洞

魏玛共和国1919–1937年間的領土

很多人都相信，1919年定下的威玛宪法含有数项弱点，令诸如纳粹党势力容易建立独裁政权，但一个不同的宪法能否阻止纳粹党夺权卻是未知之数。1949年的西德宪法德意志联邦共和国基本法，被认为力图消除这些弱点。
- 总统（Reichspräsident）的职位被认为是“替补皇帝”（Ersatzkaiser），意指虽然废除了帝制，帝国总统却依旧拥有相当于皇帝的权力，从而弱化了政党政治的角色。威玛宪法第48条赋予总统在“公众秩序与安全受到严重骚扰或威胁”时候可以“采取任何必须的政策”。虽然第48条作为紧急法令，但在1933年前它常常被用来在没有议会的批准下通过法案，令纳粹党更容易完成一体化，例如纳粹党就以第48条为基础通过了国会纵火法令。

- 完全的比例代表制选举制度意味着得到任何规模的支持之政党都可以得到议会议席。结果，很多包括极端政党的小政党都按照这制度建立政治势力。在战后的德国联邦议院中，只有得到5%以上票数的政党才可以得到议席。不过，德意志帝国的帝国议会采取多数制，而议席的分配则与共和国的雷同。

- 德国国会（Reichstag）可以在未能决定总理继任人时把总理革退。这种不信任动议令总理更替频繁，令政治不稳定。故此，西德的基本法规定议会一定要预先选出继任人才可以投票令现任总理下台。（参看建设性不信任动议）

- 宪法也规定，当总统辞职或死亡后，帝国总理会兼任总统，拥有总统的权力，直到选出新任总统为止。故此，1934年兴登堡逝世后，希特勒兼任总理与总统。不过，当时希特勒的独裁政权已经固若金汤，所以上述规定不应被视为引致纳粹党上台的单一原因。

### 个人影响
海因里希·布吕宁总理在1930年至1932年期间推行的通货紧缩经济政策一直是人们争论的话题。随着失业率的持续上升，布吕宁削减了工资和公共援助，再加上物价和税收的上涨，加剧了工人和失业者的苦难。导致当时许多德国人将共和制度与削减社会开支联系在一起。
1932年5月30日至11月17日，弗朗茨·冯·帕彭担任德国总理，他在1932年的普鲁士政变中推翻了普魯士自由邦的民选政府。普鲁士由社会民主党领导，是联邦首都柏林的所在地，拥有魏玛共和国61%的人口。1933年，帕彭还向兴登堡施压，任命希特勒为总理，自己为副总理，取代无法控制局势的库尔特·冯·施莱谢尔内阁。希特勒内阁表面上不受纳粹党控制，但帕彭及其盟友很快被希特勒边缘化。
1925年，保罗·冯·兴登堡成为德国总统。由于他是一个旧式的君主保守派，他对共和国并无多少好感，但在大多数情况下，他都在宪法的范围内行事。然而，在他儿子和其他亲信的建议下，他最终任命希特勒为总理，从而在《1933年授權法》通过后基本终结了共和制度。兴登堡于1934年去世，为希特勒在魏玛共和国全面掌权扫清了最后的障碍。有人认为，如果希特勒未能当上总理，纳粹党可能失去很多支持者。
德国国家人民党因其极端民族主义立场和君主主义意识形态而不愿接受共和，也被指责导致了魏玛共和国垮台。记者兼历史学家威廉·夏伊勒在其著作《第三帝国的兴亡》中写道，国家人民党作为极右翼政党而非主流保守党的地位，是魏玛共和国垮台的主要原因之一。他认为国家人民党拒绝“执政或在野时采取负责任的立场”，这使魏玛失去了“在许多其他国家由一个真正的保守政党提供的稳定性”。

#### 其他角色
作家约翰·康韦尔与伊恩·克肖是曾经研究路德维希·卡斯与庇護十二世关系的著名评论家。
纽伦堡审判曾经研究从1933年1月30日开始的德国历史。对于莱茵-威斯特法伦工业巨头与弗朗茨·馮·帕彭的角色，结论就是他们协助希特勒与纳粹党上台之事不构成“可检控的罪行”。

## 邦国
第一次世界大战前，德意志帝国的邦国为22个较小的君主制国家，三个共和制城邦以及帝国领地阿尔萨斯-洛林。在《凡尔赛条约》和1918–1919年革命之后，德国失去了一定领土，而剩下的邦国则作为共和国继续存在。先前的韦廷家族恩斯廷系诸邦国在作为共和国存在一段时间之后于1920年被合并，成为新的图林根邦（除萨克森-科堡并入巴伐利亚邦）。
|                          | \| 邦国（德语名） \| 邦国（德语名） \| 首都 \| \| ------------------------ \| --------------------------------------------- \| ------------ \| \| \| 安哈尔特（） \| 德绍 \| \| \| 巴登（） \| 卡尔斯鲁厄 \| \| \| 巴伐利亚（） \| 慕尼黑 \| \| \| 布伦瑞克（） \| 不伦瑞克 \| \| \| 黑森（） \| 达姆施塔特 \| \| \| 利珀（） \| 代特莫尔德 \| \| \| 梅克伦堡-什未林（） \| 什未林 \| \| \| 梅克伦堡-施特雷利茨（） \| 新施特雷利茨 \| \| \| 奥尔登堡（） \| 奥尔登堡 \| \| \| 普鲁士（） \| 柏林 \| \| \| 萨克森-科堡（） 1920年并入巴伐利亚 \| 科堡 \| \| \| 萨克森（） \| 德累斯顿 \| \| \| 紹姆堡－利珀（） \| 比克堡 \| \| \| 图林根（）–自1920始 \| 魏玛 \| \| \| 瓦尔代克-皮尔蒙特（） 1921年/1929年并入普鲁士 \| 阿罗尔森 \| \| \| 符腾堡（） \| 斯图加特 \| \| 城邦 \| \| \| \| \| 不来梅（） \| \| \| \| 汉堡（） \| \| \| \| 吕贝克（） \| \| \| 1920年合并组成图林根的邦 \| \| \| \| \| 罗伊斯（） \| 格拉 \| \| \| 萨克森-阿尔滕堡（） \| 阿尔滕堡 \| \| \| 萨克森-哥达（） \| 哥达 \| \| \| 萨克森-迈宁根（） \| 迈宁根 \| \| \| 萨克森-魏玛-爱森纳赫（） \| 魏玛 \| \| \| 施瓦茨堡-魯多爾施塔特（） \| 鲁多尔施塔特 \| \| \| 施瓦茨堡-松德斯豪森（） \| 松德斯豪森 \| |              |
| 邦国（德语名）           | 邦国（德语名） | 首都         |
|                          | 安哈尔特（） | 德绍         |
|                          | 巴登（） | 卡尔斯鲁厄   |
|                          | 巴伐利亚（） | 慕尼黑       |
|                          | 布伦瑞克（） | 不伦瑞克     |
|                          | 黑森（） | 达姆施塔特   |
|                          | 利珀（） | 代特莫尔德   |
|                          | 梅克伦堡-什未林（） | 什未林       |
|                          | 梅克伦堡-施特雷利茨（） | 新施特雷利茨 |
|                          | 奥尔登堡（） | 奥尔登堡     |
|                          | 普鲁士（） | 柏林         |
|                          | 萨克森-科堡（） 1920年并入巴伐利亚 | 科堡         |
|                          | 萨克森（） | 德累斯顿     |
|                          | 紹姆堡－利珀（） | 比克堡       |
|                          | 图林根（）–自1920始 | 魏玛         |
|                          | 瓦尔代克-皮尔蒙特（） 1921年/1929年并入普鲁士 | 阿罗尔森     |
|                          | 符腾堡（） | 斯图加特     |
| 城邦                     | |              |
|                          | 不来梅（） |              |
|                          | 汉堡（） |              |
|                          | 吕贝克（） |              |
| 1920年合并组成图林根的邦 | |              |
|                          | 罗伊斯（） | 格拉         |
|                          | 萨克森-阿尔滕堡（） | 阿尔滕堡     |
|                          | 萨克森-哥达（） | 哥达         |
|                          | 萨克森-迈宁根（） | 迈宁根       |
|                          | 萨克森-魏玛-爱森纳赫（） | 魏玛         |
|                          | 施瓦茨堡-魯多爾施塔特（） | 鲁多尔施塔特 |
|                          | 施瓦茨堡-松德斯豪森（） | 松德斯豪森   |

在纳粹一体化进程之下，这些邦国事实上被废除，重新整合为大区；而由于希特勒个人对吕贝克存有偏见，1937年该市则在《大漢堡法案》下被并入普鲁士。大部分剩余的邦国在德國投降時被同盟国正式废除，并最终重新整合为今日的德国联邦州。

### 引用
1. ↑  Hosch, William L. . . 23 March 2007  [30 March 2017]. （原始内容存档于11 March 2019） （美国英语）.
2. ↑  . DW.com. 23 March 2013  [30 March 2017]. （原始内容存档于7 September 2019） （英语）.
3. ↑  Mason, K. J. . McGraw-Hill.
4. ↑  Winfried Klein. . FAZ.NET (Frankfurter Allgemeine Zeitung). 2012-09-14  [2022-08-04].
5. ↑  Volume 6. Weimar Germany, 1918/19–1933 Population by Religious Denomination (1910–1939) 的存檔，存档日期9 August 2016. Sozialgeschichtliches Arbeitsbuch, Volume III, Materialien zur Statistik des Deutschen Reiches 1914–1945, edited by Dietmar Petzina, Werner Abelshauser and Anselm Faust. Munich: Verlag C. H. Beck, 1978, p. 31. Translation: Fred Reuss.
6. ↑  Hosch, William L. . . 23 March 2007  [30 March 2017]. （原始内容存档于11 March 2019） （美国英语）.
7. ↑  . DW.com. 23 March 2013  [30 March 2017]. （原始内容存档于7 September 2019） （英语）.
8. ↑  Mason, K. J. . McGraw-Hill.
9. 1 2  . Wahlen in der Weimarer Republik.   [26 April 2007]. （原始内容存档于21 November 2019）.
10. ↑  Heinrich August Winkler.  (PDF) (演讲). Schriften des Historischen Kollegs. München. 1991. （原始内容 (PDF)存档于2018-04-21）. |volume=被忽略 (帮助)
11. ↑  Fritz René Allemann. . Köln: Kiepenheuer & Witsch. 1956: S. 214 & 426.
12. ↑  Wright, Jonathan. . Oxford: Oxford University Press. 2002  [2013-08-02]. ISBN 0-19-821949-0. （原始内容存档于2014-02-22）.
13. ↑  Hagen Schulze: Weimar. Deutschland 1917–1933 ( Die Deutschen und ihre Nation. Band 4). Siedler, Berlin 1994, S. 298.
14. ↑  Henning Köhler: Deutschland auf dem Weg zu sich selbst. Eine Jahrhundertgeschichte. Hohenheim/Stuttgart/Leipzig 2002, S. 109.
15. ↑  Horst Mühleisen: Das Testament Hindenburgs vom 11. Mai 1934. In: Vierteljahrshefte für Zeitgeschichte 44 (1996), 3, S. 355–371, zit. S. 371. (PDF（页面存档备份，存于）).
16. ↑  .   [2023-07-14]. （原始内容存档于2020-03-28）.
17. ↑  Plenarprotokoll der 62. Sitzung des Reichstags der 5. Wahlperiode, S. 2545–2550, abrufbar unter:  （页面存档备份，存于）
18. ↑   Hans-Otto Meissner: 30. Januar 1933. Hitlers Machtergreifung. Heyne, München 1979, S. 90–93.
19. ↑  Wolfgang Ruge: Hitler. Weimarer Republik und Machtergreifung. Berlin 1983, S. 246f
20. ↑  Peter Longerich: Die braunen Bataillone. Geschichte der SA. C. H. Beck, München 1989, S. 115.
21. ↑  Gerhard Schulz: Von Brüning zu Hitler. De Gruyter, Berlin und New York 1992, S. 820 f.; Johannes Hürter: Wilhelm Groener. Reichswehrminister am Ende der Weimarer Republik (1928–1932). Oldenbourg, München 1993, S. 348-351 f.
22. ↑  K.vKlemperer-German Resistance Against Hitler, OUP 1992
23. ↑  German Resistance Against Hitler, Klemens von Klemperer, OUP, 1992
24. ↑  Edgar Ansel Mowrer, Triumph and Turmoil, 1968 p.209
25. ↑  Rise and Fall of the Third Reich, William L. Shirer 1959
26. ↑  Arthur Rosenburg, A History of The German Republic, 1936
27. ↑  Primoratz, Igor. . Routledge. 2008: 98  [18 September 2017]. ISBN 978-0-7546-7122-0. （原始内容存档于2 February 2023）.
28. 1 2  Weitz, Eric D. . Princeton University Press. 2018.
29. ↑  . PMGNotes.com. 16 April 2019  [1 May 2019]. （原始内容存档于14 January 2023）.
30. ↑  Ziblatt, Daniel. . Cambridge University Press. 2017. ISBN 978-0521172998.
31. ↑  Mayer, Eugen.  [Sketches from the Life of the Weimar Republic. Berlin Memoirs]. Berlin: Duncker & Humblot. 1962: 119. ISBN 978-3428009916 （德语）.
32. ↑  Barth, Rüdiger; Friederichs, Hauke. . Pegasus Books. 2020.
33. ↑  Shirer, William L. . Simon & Schuster. 1960: 186. ISBN 9780795317002 （英语）.